# Huperzia cavifolia
Huperzia cavifolia là một loài thực vật có mạch trong Họ Thạch tùng. Loài này được (C. Chr.) Tardieu mô tả khoa học đầu tiên năm 1970.